# Азов (Приморски район)
Азов (на украински: Азов, на руски: Азов) е село в Украйна, разположено в Приморски район, Запорожка област. През 2001 година населението му е 156 души.